# Балестра, Ренато
Рена́то Бале́стра (итал.  Renato Balestra; 3 мая 1924, Триест — 26 ноября 2022, Рим) — итальянский модельер, основатель бренда и компании Balestra.

## Жизнь и карьера

### Ранние годы
Родился в Триесте 3 мая 1924 года. Ренато Балестра вырос в среднеевропейской культурной среде. В семье архитекторов и инженеров он выделялся своим художественным духом и в свободное время занимался живописью, музыкой и сценографией.
Его карьера в мире моды началась почти случайно, когда друзья прислали один из его эскизов в Итальянский центр моды (Centro Italiano della Moda, CMI): его талант сразу заметили, его пригласили принять участие в показе Haute Couture. К 1953 году он добился таких успехов, что бросил учёбу в области машиностроения и завершил обучение в мастерской Джоле Венециани.
Считающийся «художником моды», он использовал свой художественный дух для создания синергии с итальянской высокой модой, которую он глубоко преобразовал за десятилетия. К 1970-м годам он прославился своей подписью «Вышивальная живопись», основанной на оригинальном использовании материалов и реальной росписи на тканях любого типа. Его мастерство в работе с прозрачными материалами благодаря инновациям и свободе самовыражения обращено к современным, сильным и чувственным женщинам.

### Рим
В 1954 году он переехал в Рим и начал работать дизайнером в престижных домах моды, таких как Эмилио Шуберт, Мария Антонелли и Сорелле Фонтана. Его сильная страсть к кино привела его к созданию костюмов для Авы Гарднер в фильмах «Босоногая графиня» и «Солнце тоже восходит», для Джины Лоллобриджиды в фильме "Красивая, но опасная ", для Софи Лорен в фильме «Повезло быть женщиной», для Кэндис Берген в фильме "Авантюристы « и для Ширли Джонс, Мишлин Прель и Джорджии Молл в фильме „Интрига“.

### Голливуд
Поскольку международная элита все больше и больше замечала его талант, в 1958 году он начал представлять свои коллекции в Соединённых Штатах, от Лос-Анджелеса до Нью-Йорка. Он дебютировал в Голливуде с такими актрисами, как Жа Жа Габор, Тина Луиз, Джоан Беннетт, Линда Кристиан, Натали Вуд, Энн Миллер и Арлин Даль. Ценимый и любимый не только за дизайн, но и за свой оптимизм, он стал фаворитом кинозвезд, таких как Лиз Тейлор, Клаудия Кардинале, Марина Чиконья, Лидия Альфонси, Даниэла Рокка, Ивонн Фюрно, Кэрролл Бейкер, Кэндис Берген и Сид Чарисс.

### 1960-е

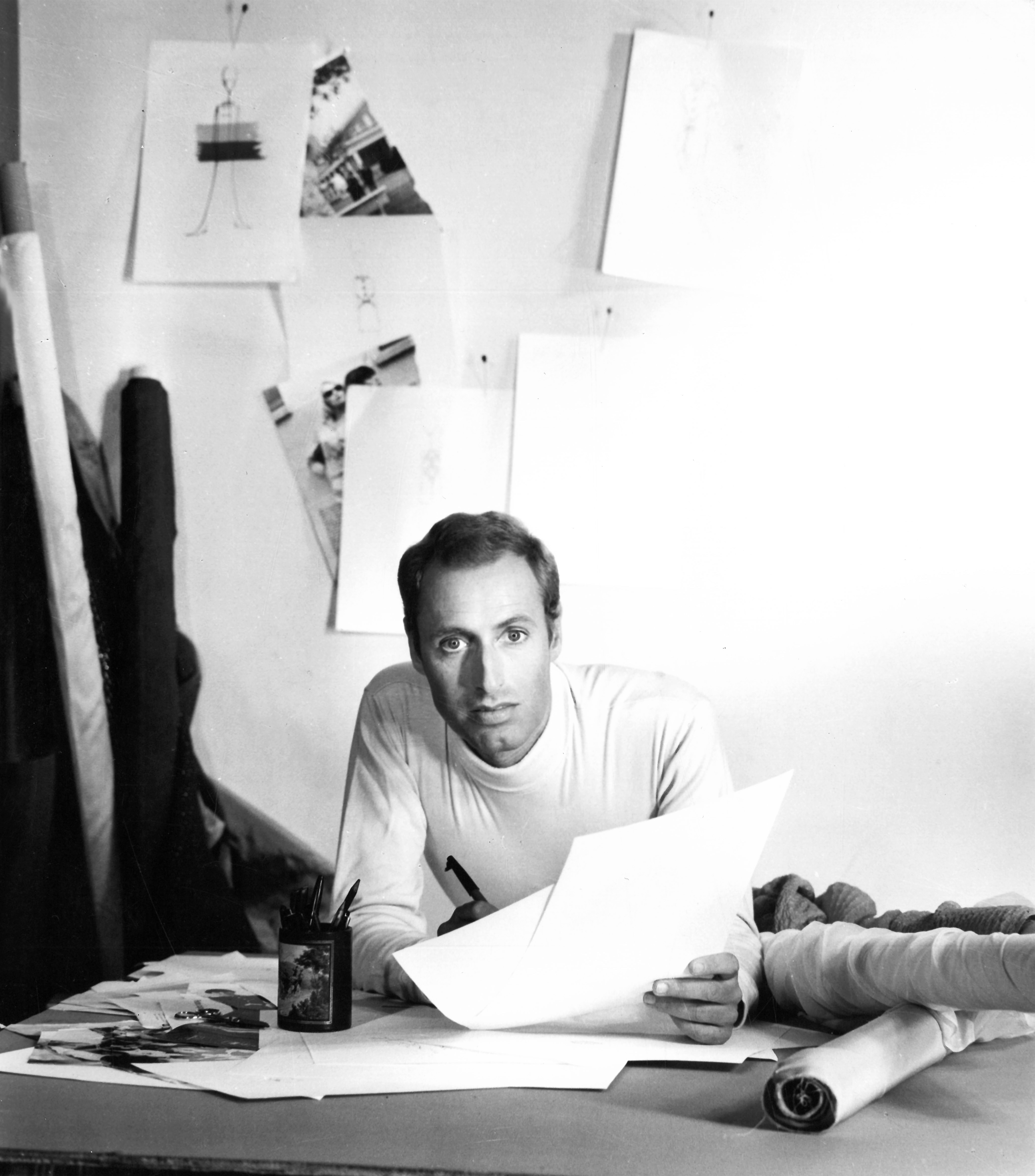
Портрет Ренато Балестры в его мастерской в Риме по адресу via Gregoriana 36.

В 1959 году он открыл свое первое ателье в Риме по адресу via Gregoriana 36. В 1961 году он представил свою первую весенне-летнюю коллекцию от-кутюр в Национальной галерее современного искусства. Это были годы, когда впервые появился „Blu Balestra“ на коротком атласном платье: яркий, волшебный и неподвластный времени оттенок, уникальный цвет, который и по сей день остается бесспорным символом Дома.
В 1962 году Ренато Балестра стал членом Национальной палаты итальянской моды, и Итальянское торговое агентство (ICE) выбрало его для продвижения лейбла Made in Italy по всему миру.

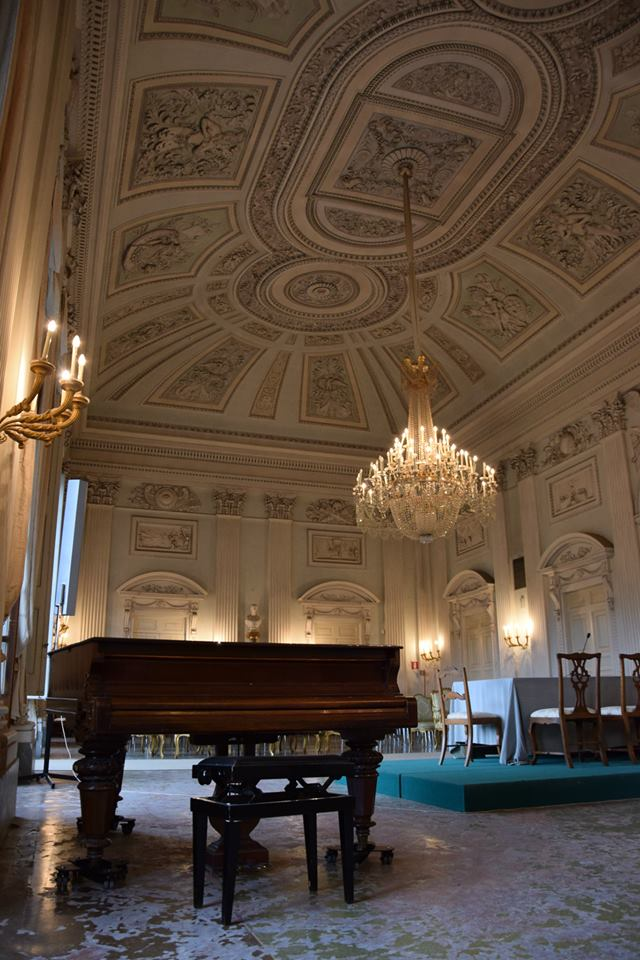
Sala Bianca

В январе 1963 года Ренато Балестра провел свой первый показ в Sala Bianca Палаццо Питти, запустив совершенно новую концепцию моды, которая отличалась простотой, точностью и спонтанностью. Он разработал этот новый подход, создавая эксклюзивные коллекции для Isetan в Токио, а также для ведущих американских универмагов Saks Fifth Avenue, Bergdorf Goodman, Foley’s, Neiman Marcus и Lord &amp; Taylor .
К концу 1960-х бренд Renato Balestra был представлен более чем в 70 американских универмагах и демонстрировался на подиумах на Филиппинах, в Сингапуре, Таиланде, Японии, Малайзии, Индонезии, на Ближнем и Дальнем Востоке. Вскоре среди клиентов оказались самые влиятельные и элегантные женщины мира, от первых леди до принцесс и императриц. Сшитые на заказ платья и свадебные платья, подчеркивающие различные местные культуры и материалы, создали прочную основу для долгой карьеры дизайнера.
В 1973 году была завершена регистрация бренда Renato Balestra. Будучи одним из первых дизайнеров, поверивших в лицензирование, Ренато Балестра выпустил свой одноимённый парфюм в 1978 году и продолжил успешно исследовать и разрабатывать различные продукты: не только ароматы, но и косметику, чемоданы, очки и товары для дома.

### Униформа
Его творчество способствовало дальнейшему сотрудничеству и воплотилось в искусно выполненной униформе для Филиппинских авиалиний (1985 г.), Alitalia Airlines (1986 г.) и для менеджеров заводов Agip Petroli (1988 г.).
Балестра шил одежду для Фарах Диба, императрицы Персии, для Имельды Маркос, первой леди Филиппин, а в 1985 году, в честь королевы Таиланда Сирикит, он представил на выставке Mandarin Oriental в Бангкоке коллекцию Весна/Лето 1985 года, выполненную полностью в местный шелк мудми. Он одевал саудовских принцесс, а для принцессы Иордании Нур бинт Асем по случаю её свадьбы с принцем Хамзой бин Хусейном (2003) Ренато Балестра разработал уникальное свадебное платье.

### Оперные костюмы

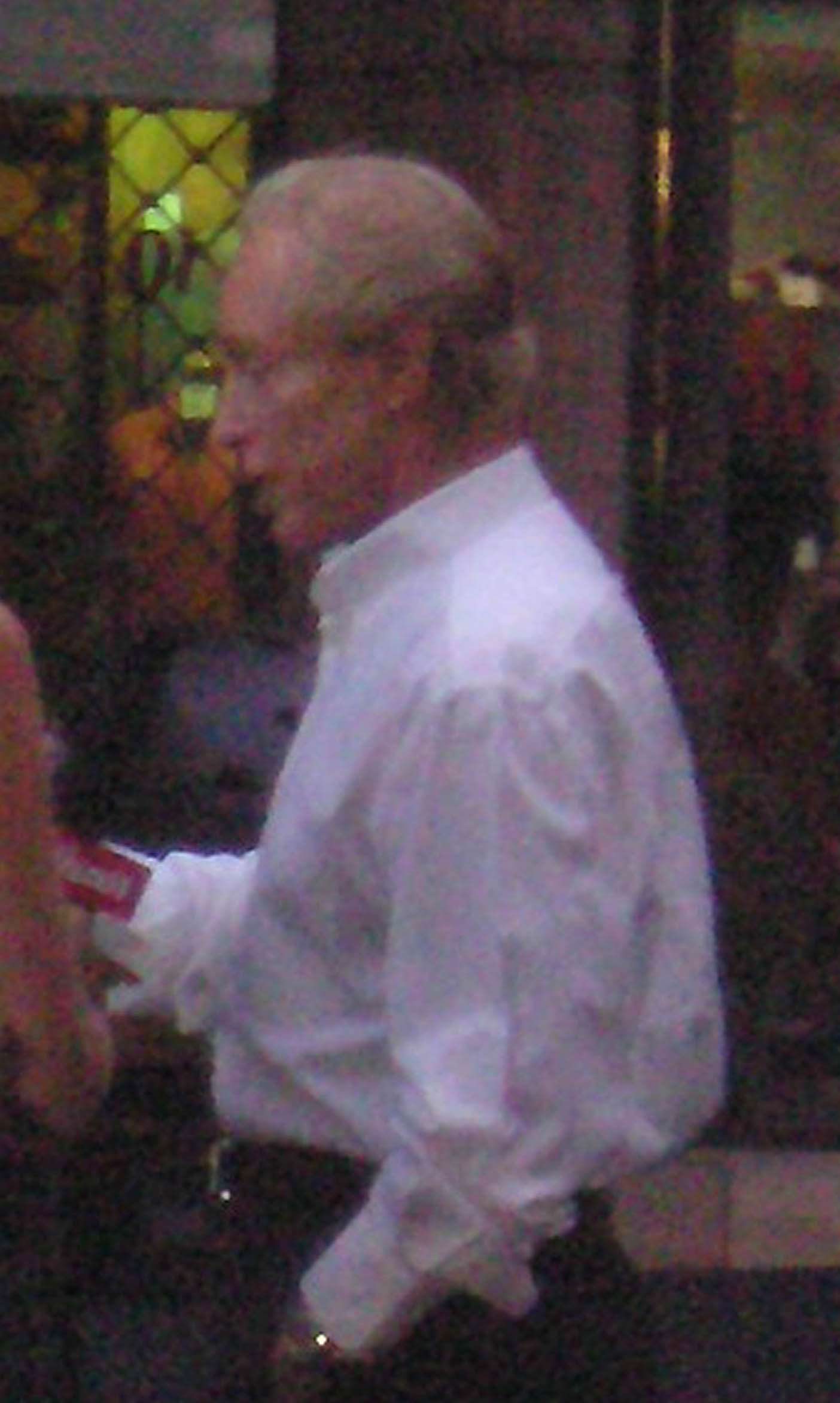
Ренато Балестра, 2004 г.

В 1988 году он представил Rosa & Chic на итальянском национальном телевидении Rai 2 : это был первый раз, когда модельеру доверили собственное телешоу. В 1991 году он написал свою первую книгу: Allaricerca dello stile perduto (буквально „В поисках утраченного стиля“), опубликованную Rusconi.
Интерес Ренато Балестры к искусству, в том числе к театру, побудил его создать костюмы для Cosi è (se vi pare) в постановке Франко Дзеффирелли (1985), „Золушки“ Россини в Белградском оперном театре (1988) и » Розоносца " Штрауса. в Театре Верди в Триесте (к открытию оперного сезона 1999 г.).
Балестра вернулся к разработке костюмов для мюзикла " Золушка ", созданного Broadway-Asia Entertainment, который отправился в мировое турне из крупных азиатских городов в Америку с 2009 по 2011 год. В 2019 году он разработал костюмы и сценографию для " Лебединого озера " Чайковского в Белградском оперном театре.

### Специальные проекты
В 2013 году его видение привело его к запуску специального проекта с AltaRoma для нового поколения модельеров: Be Blu Be Balestra, конкурс для молодых талантов, которые переосмысливают культовый Balestra Blu под личным руководством Ренато Балестры.

### Творческий юбилей
В 2018 году AltaRoma отпраздновал свой творческий юбилей показом мод, на котором перед 2500 гостями было продемонстрировано более 100 платьев от кутюр из архива Ренато Балестра.

### Признание
За свою карьеру Ренато Балестра получил престижные награды в знак признания его таланта: он стал почётным профессором Пекинской академии моды; Президент Италии Джорджио Наполитано сделал его кавалером ордена "За заслуги перед Итальянской Республикой " в 2009 году; Азиатская федерация моды в Сингапуре присудила ему звание «Выдающийся международный кутюрье».

### Архив
В 2019 году Министерство культурного наследия и деятельности (MiBAC) объявило Архив Ренато Балестры представляющим «особый исторический интерес». Архив включает документацию, созданную с середины 1950-х годов до наших дней, и состоит из более чем 40 000 эскизов и рисунков, одежды и пошива, обзоров прессы и фотографий.

### Личная жизнь и смерть
Балестра умер 26 ноября 2022 года в возрасте 98 лет .